# The Walking Hills
The Walking Hills (Brasil: 7 Homens Maus / Portugal: Os Aventureiros do Deserto) é um filme norte-americano de 1949, do gênero faroeste, dirigido por John Sturges e estrelado por Randolph Scott e Ella Raines.
The Walking Hills é um faroeste contemporâneo, isto é, a ação transcorre na mesma época em que foi gravado. O tema é parecido com o superior The Treasure of the Sierra Madre : várias pessoas se juntam para encontrar uma carroça carregada de ouro, enterrada no meio do deserto. O filme é o primeiro faroeste realizado pelo diretor John Sturges.

## Sinopse
Jim Carey, Old Willy, Chalk, Frazee e Shep Wilson procuram um tesouro enterrado anos atrás no Vale da Morte. Desses, um é assassino condenado e os outros são assassinos em potencial. Lascívia e ganância chocam-se quando a bela Chris Jackson junta-se ao grupo. Dado o histórico de cada um, deprende-se que nem todos chegarão vivos nos fim da jornada, mas quem?

## Elenco
| Ator/Atriz         | Personagem    |
| ------------------ | ------------- |
| Randolph Scott     | Jim Carey     |
| Ella Raines        | Chris Jackson |
| William Bishop     | Shep Wilson   |
| Edgar Buchanan     | Old Willy     |
| Arthur Kennedy     | Chalk         |
| John Ireland       | Frazee        |
| Jerome Courtland   | Johnny        |
| Russell Collins    | Bibbs         |
| Josh White         | Josh          |
| Houseley Stevenson | Mr. King      |
| Reed Howes         | King (jovem)  |